# Fergus Anderson

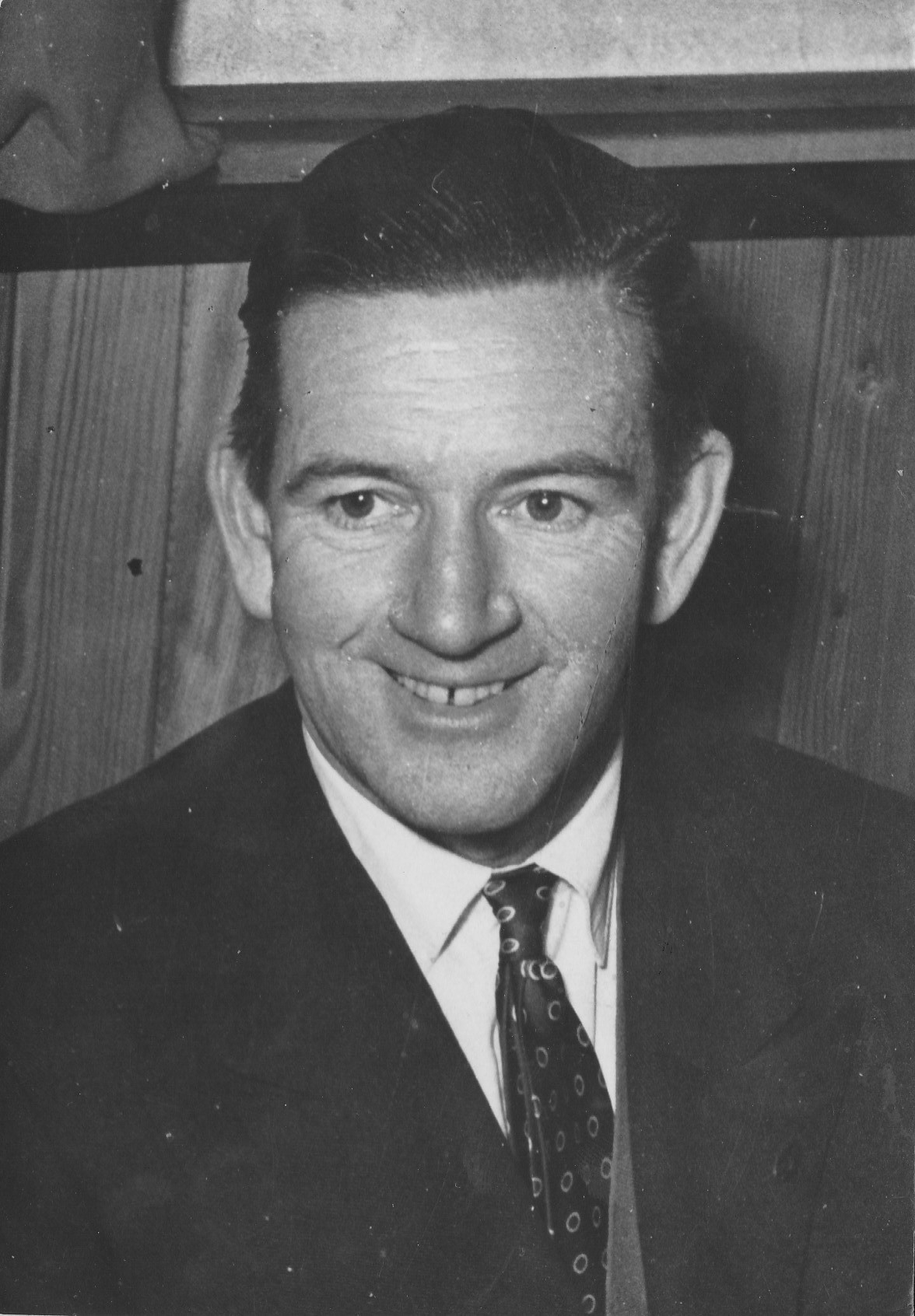
Fergus Anderson (1954)

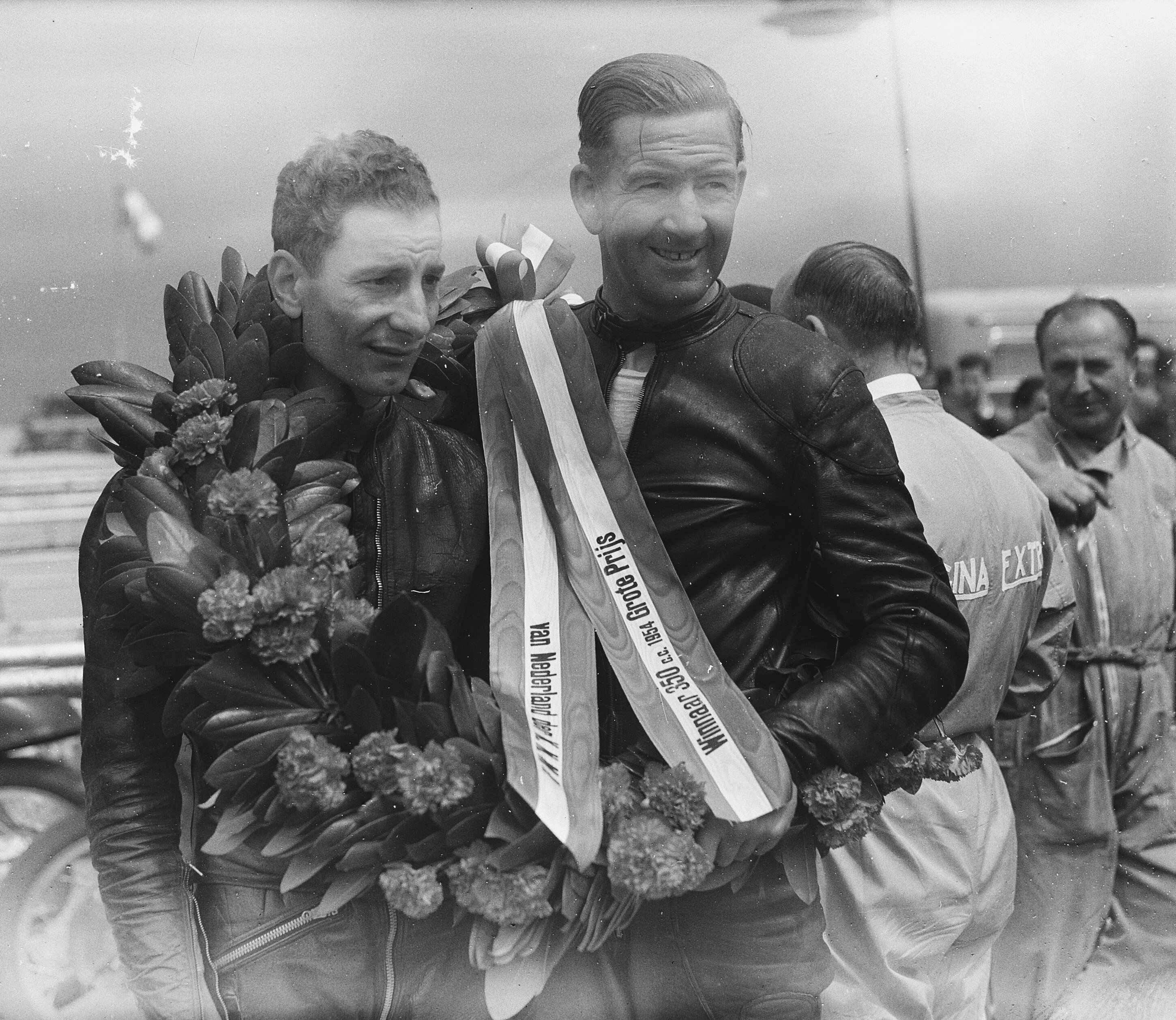
Anderson (r.) zusammen mit Enrico Lorenzetti bei der Dutch TT 1954

Fergus Kinloch Anderson (* 9. Februar 1909 in Croydon oder Wallington, London, England; † 6. Mai 1956 in Namur, Belgien) war ein britischer Motorradrennfahrer.
Fergus Anderson galt als sehr talentierter Pilot und hatte großes technisches Verständnis. In den Jahren 1953 und 1954 gewann er mit Moto Guzzi den Weltmeistertitel in der 350-cm³-Klasse der Motorrad-Weltmeisterschaft.

## Karriere
Fergus Anderson, Sohn eines schottischen Schiffbauingenieurs, begann seine Karriere 1927 im Alter von 18 Jahren als Privatfahrer. Vor dem Zweiten Weltkrieg bestritt er Rennen in ganz Europa, unter anderem auf Velocette, NSU und DKW und galt zu dieser Zeit als einer der besten Privatfahrer.
In den Nachkriegsjahren war Anderson einer der ersten britischen Motorradrennfahrer, die auf das europäische Festland gingen, um dort Rennen zu fahren. Er trat in diesen Jahren bei zahlreichen Rennen an, errang viele Siege und trug dazu bei, dass der Motorradrennsport in Europa wieder auflebte. Im Jahr 1947 gewann Anderson beim Großen Preis der Schweiz in Bremgarten auf Velocette den Europameistertitel in der 350-cm³-Klasse. In den Rennen der Viertel- und Halbliterklasse belegte er jeweils den dritten Rang.
1949 unterschrieb er einen Vertrag bei dem italienischen Hersteller Moto Guzzi und bestritt im Alter von 40 Jahren ein Rennen der 250-cm³-Klasse in der neu geschaffenen Motorrad-Weltmeisterschaft, bei dem er den dritten Platz einfuhr. In der Folgezeit wurde er zum Nummer-1-Fahrer bei den Italienern und lebte sechs Jahre lang in Varenna am Comer See, ganz in der Nähe des Firmensitzes, der sich in Mandello del Lario befand.
1950 bestritt Fergus Anderson den Großen Preis der Nationen in der 250er-Klasse und belegte den zweiten Platz hinter Dario Ambrosini. Im folgenden Jahr, 1951, feierte Anderson beim Grand Prix der Schweiz in der 500-cm³-Klasse seinen ersten Grand-Prix-Sieg. In der Saison 1952 fuhr Anderson die komplette 250-cm³-Saison und wurde mit zwei Siegen hinter seinem Teamkollegen Enrico Lorenzetti Vizeweltmeister.
Fergus Anderson überzeugte die Italiener, auch eine 350-cm³-Maschine zu konstruieren und in dieser Klasse ab 1953 an den Start zu gehen. Bereits im ersten Jahr gewann er, mittlerweile 44 Jahre alt, auf der 350er-Moto-Guzzi den Titel, Enrico Lorenzetti machte mit seiner Vizeweltmeisterschaft den Team-Erfolg wiederum komplett. Andersons Weltmeistertitel war zugleich der erste in der Geschichte der 350-cm³-Klasse der Motorrad-WM, der nicht auf einem britischen Motorrad eingefahren wurde. Beim Großen Preis von Spanien in Montjuïc, bei dem in dieser Saison kein 350-cm³-Lauf ausgetragen wurde, ging Anderson mit der 350er-Guzzi in der 500-cm³-Klasse an den Start und gewann das Rennen sensationell.
In der Saison 1954 verteidigte Fergus Anderson seinen 350er-Titel mit vier Siegen und einem zweiten Platz überlegen. Am Saisonende hatte er nahezu doppelt so viele Zähler auf seinem Konto wie sein ärgster Widersacher, Ray Amm aus Rhodesien. Mit 45 Jahren und 215 Tagen ist Anderson damit ältester Weltmeister in der Geschichte der bis 1982 ausgetragenen Klasse. Durch seinen Sieg beim Grand Prix von Spanien, den letzten seiner Karriere, wurde Anderson mit 45 Jahren und 236 Tagen zum ältesten Sieger eines 350-cm³-Laufes in der Geschichte der Motorrad-WM. Nach der Saison zog er sich vom Rennsport zurück und wurde Teammanager bei Moto Guzzi, verließ das Werk aber 1955, nachdem seinem Wunsch nach mehr Freiheiten und Kompetenzen nicht entsprochen wurde. Fergus Anderson entschied sich, in der Folgezeit wieder an Rennen teilzunehmen. Eine Anfrage bei DKW nach einer der 350-cm³-Dreizylinder, die auch als Singende Sägen bekannt waren, brachte keinen Erfolg. Kurze Zeit später bekam er jedoch das Angebot, eine 500-cm³-BMW-Werksmaschine zu pilotieren, was er annahm.
Am 6. Mai 1956 kam Fergus Anderson nach einem schweren Unfall beim 23. Circuit-de-Floreffe-Rennen nahe der belgischen Stadt Floreffe ums Leben. Bei seinem ersten Start für BMW kam er bei der Verfolgung von John Surtees auf einem Flecken Schotter ins Schleudern, prallte gegen einen Telegrafenmast und wurde von seiner Maschine geschleudert. Dabei erlitt er so schwere Verletzungen, dass er kurze Zeit später im Krankenhaus von Namur starb.
Fergus Anderson wurde kurze Zeit später auf dem Cimetière de Namur beigesetzt. Er hinterließ seine Frau und zwei Kinder. Sein Tod löste unter den Rennsportfans große Betroffenheit aus und führte zur Beendigung der Rennsportaktivitäten in Floreffe.
In seiner Karriere nahm Fergus Anderson an insgesamt 31 Grand-Prix-Rennen teil, er feierte zwölf Siege und stand 24-mal auf dem Siegerpodest.

## Statistik

### Erfolge
- 1947 – 350-cm³-Europameister auf Velocette
- 1952 – 250-cm³-Vize-Weltmeister mit Moto Guzzi
- 1953 – 350-cm³-Weltmeister auf Moto Guzzi
- 1954 – 350-cm³-Weltmeister auf Moto Guzzi
- 12 Grand-Prix-Siege

### Isle-of-Man-TT-Siege
| Jahr | Klasse                | Maschine   | Durchschnittsgeschwindigkeit |
| ---- | --------------------- | ---------- | ---------------------------- |
| 1952 | Lightweight (250 cm³) | Moto Guzzi | 83,82 mph (134,9 km/h)       |
| 1953 | Lightweight (250 cm³) | Moto Guzzi | 84,83 mph (136,52 km/h)      |

### In der Motorrad-Weltmeisterschaft
| Saison | Klasse  | Ergebnis    | Maschine   | Siege |
| ------ | ------- | ----------- | ---------- | ----- |
| 1949   | 250 cm³ | 8.          | Moto Guzzi | 0     |
| 1950   | 250 cm³ | –           | Moto Guzzi | 0     |
| 1951   | 250 cm³ | 8.          | Moto Guzzi | 0     |
| 1951   | 500 cm³ | 7.          | Moto Guzzi | 1     |
| 1952   | 250 cm³ | 2.          | Moto Guzzi | 2     |
| 1953   | 250 cm³ | 4.          | Moto Guzzi | 1     |
| 1953   | 350 cm³ | Weltmeister | Moto Guzzi | 3     |
| 1953   | 500 cm³ | 9.          | Moto Guzzi | 1     |
| 1954   | 250 cm³ | 15.         | Moto Guzzi | 0     |
| 1954   | 350 cm³ | Weltmeister | Moto Guzzi | 4     |
| 1954   | 500 cm³ | 7.          | Moto Guzzi | 0     |

## Verweise